# This Magic Moment (The Drifters)
This Magic Moment è un singolo dei Drifters del 1960 scritto dal paroliere Doc Pomus e il pianista Mort Shuman.

## Accoglienza
Il brano riuscì a inserirsi nella Billboard Hot 100, ove rimase per 11 settimane consecutive e raggiunse la posizione numero 16 il 2 aprile 1960. This Magic Moment viene considerata la migliore canzone d'amore in assoluto da Time Out.

## Formazione
- Ben E. King – voce
- Charlie Thomas – voce
- Dock Green – voce
- Elsbeary Hobbs – voce
- Bucky Pizzarelli – chitarra
- George Barnes – chitarra
- George Duvivier – basso
- Ernie Hayes – pianoforte
- Shep Shepherd – batteria
- Phil Bodner – sassofono

## Tracce
1. This Magic Moment – 2:28
2. Baltimore – 2:10

## Cover
Nel 1968 i Jay and the Americans incisero una cover di This Magic Moment che raggiunse la prima posizione della RPM Top Singles.
Lou Reed fece una cover del brano dei Drifters che comparve nella colonna sonora del film Strade perdute di David Lynch.